# Salisbury (Verenigd Koninkrijk)
Salisbury [ˈsɔːlzbri] is een civil parish met de officiële titel van city, in de unitary authority Wiltshire, in het Engelse graafschap Wiltshire.
De stad ligt aan de rivier de Avon en telt 40.302 inwoners.  Salisbury heeft een oud stadscentrum. De stad kent lichte industrie (textiel, precisie-instrumenten) en is een belangrijk centrum van toerisme.
De geschiedenis van de stad gaat terug tot de ijzertijd. De Romeinen noemden het "Sorbiodunum". De Normandiërs bouwden er een kasteel dat zij "Sarum" noemden. Volgens de overlevering riep Willem de Veroveraar hier zijn leenmannen bijeen ter vernieuwing van hun eed van trouw. De plek staat nu bekend als Old Sarum.
In 1220 begon bisschop Richard Poore met de bouw van de kathedraal, die in slechts 38 jaar grotendeels werd voltooid. De 123 meter hoge torenspits is van iets later datum (1330) en is de hoogste van het Verenigd Koninkrijk. De bibliotheek van de kathedraal bezit een van de vier resterende exemplaren van de originele Magna Carta.
In de nabije omgeving van de stad ligt het prehistorische monument Stonehenge.
In 2018 kwam Salisbury wereldwijd in het nieuws door de aanslag op Sergej en Joelia Skripal.

## Partnersteden
- Saintes (Frankrijk), sinds 1990
- Xanten (Duitsland), sinds 23 april 2006

## Geboren in Salisbury
- Johannes van Salisbury (1120-1180), bisschop en filosoof
- Herbert Ponting (1870-1935), fotograaf, deelnemer aan de Terra Nova-expeditie naar de Zuidpool
- Michael Crawford (1942), acteur
- Anthony Daniels (1946), acteur
- Tim Hodgkinson (1949), musicus en componist
- Joseph Fiennes (1970), acteur
- Julie Dibens (1973), triatlete en duatlete
- Duncan James (1979), zanger
- Charlotte Hope (1990), actrice